# Christian Larrivée
Christian Larrivée (født 25. august 1982 i Gaspé, Quebec, Canada) er en canadisk tidligere ishockeyspiller der fra sæsonen 2007-08 spillte for Rødovre Mighty Bulls i Superisligaen. Hans foretrukne position på isen var center. 
Han blev draftet af Montreal Canadiens i 2000 i 4. runde som nr. 114 i alt, men har endnu ikke spillet i NHL. Han har bl.a. spillet for Chicoutimi Sagueneens i QMJHL.

## Karriere

### Tiden i Rødovre
Larrivée kom til Rødovre efter en sæson i norsk ishockey hvor han spillede for Storhamar Dragons. Efter en god første halvsæson, hvor han permanent lå i top 4 på pointlisten, kom Larrivée til skade i en kamp mod Totempo HvIK, idet han fik en puck i hovedet. Skaden, der oprindeligt ikke vurderedes til at være slem, viste sig at holde Larriveé ude i noget længere tid end de 1-2 kampe, der oprindeligt blev kalkuleret med.
Efter Rødovres kvartfinale-exit mod Frederikshavn rygtedes Larrivée til Malmö Redhawks sammen med kædekammeraten Juha Riihijärvi. Dog underskrev Larrivée en 1+1-årig kontrakt med Rødovre forholdsvist hurtigt efter etableringen af det nye selskab – men man fandt ikke nogen løsning med Riihijärvi.
Under optakten til Superisligaen 2008-2009 spillede Larrivée i en kort overgang i kæde med Mike Oliveira og Bobbie Hagelin, som begge havde spillet med Larrivée i kortere eller længere tid sæsonen før. Oliveira blev dog skiftet ud med den nytilkomne Sean McAslan, og kæden lagde sig hurtigt fast som den nye førstekæde i Rødovre. Larrivée var dog ikke selv tilfreds med sit spil i optakten til og begyndelsen på den nye sæson, idet han ikke scorede så mange point som sæsonen før. Efter sjette runde ligger Larrivée dog nummer 18 på ligaens samlede pointliste.
Christian Larrivee vendte derefter tilbage til Norge og Storhamar Dragons i 10/11 sæsonen og har spillet indtil 2021. Han blev norsk mester og seriemester hos Storhamar i 2018. Med 530 kampe og 551 point for Storhamar, betragtes han som en af de største spillere nogensinde i klubben. Han spillede med kulør nummer 23 i Storhamar.  